# Chris Robinson (acteur américain)
Pour les articles homonymes, voir Chris Robinson (homonymie) et Robinson.
 (juin 2025).
Le contenu est difficilement compréhensible vu les erreurs de traduction, qui sont peut-être dues à l'utilisation d'un logiciel de traduction automatique.
Christopher Brown Robinson, né le 5 novembre 1938 et mort le 9 juin 2025, est un acteur, scénariste et réalisateur américain.

## Carrière
Chris Robinson a commencé sa carrière d'acteur et de cascadeur dans les années 1950. Il est apparu dans des films des années 1950 tels que Diary of a High School Bride et La Bête de la caverne hantée. Il joue également dans combat ! Saison 1, ainsi que Les Retrouvailles en 1962. Dans les années 1960, il est choisi pour incarner le sergent technique Alexander Komansky dans 12 O'Clock High d'ABC. De plus, il obtient également le rôle principal d'un charmeur de serpents fanatique en 1972 dans le film d'horreur Stanley,.
Robinson a joué le Dr Rick Webber dans Hôpital central de 1978 à 1986,. Après ce rôle, il rejoint Another World à la fin de l'année 1987, où il incarne Jason Frame. Il joue alors aux côtés de Denise Alexander, qui incarnait Lesley dans Hôpital central. Jason a été assassiné au début de 1989. Il est ensuite apparu dans un autre feuilleton, Amour, Gloire et Beauté, dans le rôle de Jack Hamilton. Il apparaît pour la dernière fois dans ce rôle en 2005, après de multiples apparitions en tant qu'invité dès les années 1990. Robinson est revenu à Hôpital central après une absence de 16 ans en 2002. Son personnage, Rick, est alors tué de manière controversée altérant l'histoire de l'œuvre. Enfin, en 2013, il est apparu dans un épisode de célébration du 50e anniversaire. Il joue alors l'esprit de Rick et fait C la paix avec son ancien rival Alan Quartermaine lorsqu'ils sont tous deux apparus à Monica et à la sœur d'Alan, Tracy.
En 1984, Robinson est également le porte-parole d'un sirop contre la toux de Vicks Formula 44. Diffusées à la télévision nationale, les  publicités commencent par la citation : « Je ne suis pas médecin, mais j'en joue un à la télévision ». Robinson a cependant été remplacé dans la publicité par Peter Bergman après les difficultés juridiques de Robinson.
En 2013, le fils de Robinson, Chris, a réalisé un film documentaire sur l'obsession de Robinson pour les Beanie Babies. Cherchant à investir, Robinson a effectivement investi plus de 100 000 $ afin d'acheter de nombreux Beanie Babies. Il a néanmoins perdu l'argent lorsque la valeur des articles a chuté.
Sa dernière apparition à l'écran est en 2022 dans le long métrage Just for a Week réalisé par Michael Jason Allen.

## Vie personnelle et mort
En 1985, Robinson a été reconnu coupable d’évasion fiscale. Il a cependant pu continuer son rôle dans Hôpital central grâce à une mesure de libération conditionnelle en prison.
Robinson était marié à l'artiste et actrice Jacquie (née Shane) Robinson. Il avait également cinq fils issus de trois mariages précédents. Robinson était le père de Taylor Joseph Robinson, qui incarnait CJ Garrison dans Amour, Gloire et Beauté.
Robinson est décédé dans son sommeil près de Sedona, en Arizona, le 9 juin 2025, à l'âge de 86 ans,.

### Directeur
- Attrapez le soleil noir (1972)
- Comté de Thunder (1974)
- L'Intrus (1975)
- Barnaby Jones - Épisode « L'Ombre de la culpabilité » (1976)
- Cannon - Épisodes A Touch of Venom (1975) et Point After Death (1976)
- Baretta - Épisode Chaussures (1976)